# Калиакрия (эсминец)
«Калиакрия» (с 24 ноября 1926 года — «Дзержинский») — эскадренный миноносец типа «Фидониси», принадлежавший к числу эскадренных миноносцев типа «Новик».

## История службы
Зачислен в списке судов Черноморского флота 2 июля 1915 года. Заложен на стапеле Николаевского адмиралтейства, арендованном ОНЗиВ 29 октября 1915 года, спущен на воду 14 августа 1916 года. В 1917 году, после завершения швартовочных испытаний, перешёл из Николаева в Севастополь для окончательной достройки и приёмных испытаний. 12 ноября 1917 года «Калиакрия» был принят в состав 3-го дивизиона Минной бригады Черноморского флота. Был назван в честь мыса Калиакра в Болгарии, у которого в 1791 году русский флот контр-адмирала Ушакова разбил турецкие и алжирские корабли.
Участия в боевых действиях корабль не принимал. 16 декабря 1917 года эскадренный миноносец «Калиакрия» вошёл в состав советского флота. В январе 1918 года принимал участие в установлении советской власти в Феодосии. После предъявления германским командованием 25 апреля ультиматума советскому правительству о сдаче Черноморского флота 29 апреля 1918 года «Калиакрия» вместе с частью кораблей ушёл из Севастополя. 1 мая 1918 года корабль прибыл в Новороссийск; 18 июня корабль по решению советского правительства был затоплен экипажем на глубине 28 метров (во избежание захвата германскими войсками).
В период с 17 июня по 4 октября 1925 года в ходе специальной операции эсминец «Калиакрия» был поднят Черноморской партией ЭПРОН. 27 апреля 1926 года корабль отбуксировали в Николаев для восстановительного ремонта. 24 ноября 1926 года эсминец был переименован в «Дзержинский». С 1 января 1927 по 24 августа 1929 года корабль проходил восстановительный и капитальный ремонты, после завершения которых 29 августа 1929 года был принят в строй Морских Сил Чёрного моря, став флагманом 1-го дивизиона эскадренных миноносцев. В декабре 1929 года «Дзержинский» нанёс визит в Стамбул. В 1933—1934 годах корабль прошёл второй капитальный ремонт на Севморзаводе.
К началу Великой Отечественной войны эскадренный миноносец входил в состав 1-го дивизиона эсминцев. В ходе войны участвовал в минных постановках, эскортировании транспортов у кавказского побережья и обороне Одессы. С конца сентября 1941 по март 1942 года «Дзержинский» находился на среднем ремонте в ВМБ Поти, после окончания которого участвовал в обороне Севастополя.
14 мая 1942 года эсминец следовал с маршевым пополнением из Новороссийска в Севастополь. На подходе к Севастополю в тумане «Дзержинский» отклонился от фарватера и подорвался на мине советского оборонительного минного заграждения. От взрыва мины корабль переломился и затонул на глубине около 120 метров в точке 44° 27’ с. ш. 31° 19’ в. д. При этом погибло 158 членов экипажа и 110 (по другим данным 125) солдат маршевого пополнения. Спасти удалось только 27 человек, в том числе командира корабля. 24 июня 1942 года эсминец был исключён из состава советского ВМФ.
Место гибели «Дзержинского» и его обломки на дне локализованы экспедицией Института археологии НАН Украины и американского исследователя Роберта Балларда на исследовательском корабле Endeavor в ходе поисков парохода «Армения».

## Командиры
- старший лейтенант Гернет Е. С. (1918 год);
- Юмашев И. С. (ноябрь 1927 года — 1931 год);
- Харламов Н. М. (октябрь 1933 года — октябрь 1936 года);
- Коновалов. Г. А. 08-10.1937 г.
- Зубков А. И.
- капитан-лейтенант Шевченко П. И. 22 июня 1941 года — 18 февраля (1942 года);
- капитан 2 ранга Валюх К. П. (18 февраля — 14 мая (1942 года)[3].